# Юрковиця
Ю́рковиця (також Юрківка, Юрковець, Юрківська гора, Лиса гора; гіпотетичні історичні назви: Хоревиця, Серхавиця) — історична місцевість, узвишшя та урочище в Подольському та Шевченківському районах Києва, одна з шістьох київських «Лисих гір». На початок 21 століття являє собою лісопаркову зону з залишками історичної одно- та двоповерхової забудови та з вкрапленнями типових багатоповерхівок 1970—1980-х років. За проектом Генерального плану Києва, планується організація парку на схилах Юрковиці.
Гора панує над Плоською місцевістю (на північний захід від історичного Подолу), також межує з горою Щекавиця, місцевостями Татаркою, Богуславщина та Вовчий яр. Становить частину Кирилівських висот. Юрковицьким яром (Юрковицьким байраком) відокремлена від Щекавиці. Юрковицький ручай (також Сверховиця, Серховиця), що утворив цей яр в давні часи впадав у Почайну. Нині по його руслу лежать вулиці Нижньоюрківська та Юрківська.
Пов'язані топоніми: Юрків ставок (зараз не існує); Юрків струмок (Юрковицький струмок, Юрковиця; з 1908 року в колекторі); Юрковицький яр (байрак); вулиці: Юрківська, Нижньоюрківська, Верхньоюрківська (зараз Князя Володимира Мономаха), Велика Юрківська (включала в себе усі попередні + Багговутівську), Мала Юрківська (зараз безіменний тупик від Овруцької вулиці), Нижньоюрківський провулок.

## Розташування та межі Юрковиці

### Урочище Юрковиця
В «Опису Києва» М. Закревського (видане 1868 року) Юрковиця (або Юрківка) описана як урочище у вигляді яру між Скавикою (Щекавицею) і Плоською горою або Плоськими узвишшями. Саме так вона позначалася на мапах першої половини XIX сторіччя. Але вже на пізніших мапах та у сучасних джерелах Юрковицею називають ту гору (або ж окремий мис цієї гори), що її Закревський називав Плоською. Урочище Юрковиця складалося з двох частин — відріг яру що відхилявся на південь та був обмежений схилами Щекавиці мав назву Ближня Юрковиця, а основна гілка яру, що йшла між схилами Щекавиці та Плоської гори — Дальня Юрковиця. Також зустрічались назви Нижня та Верхня Юрковиця.

### Гора Юрковиця
Різні джерела подають розташування та межі Юрковиці дещо по різному. Згідно з мультімедійною історичною енциклопедією «Київ», Юрковиця (як узвишшя) — це південний виступ Лисої гори. Подібним чином подано в Енциклопедичному довіднику «Київ», де Юрковиця описана як південний схил Лисої гори (імовірно цю ж Лису гору довідник e статті «Юрковиця» подає як Плоскье узвишшя). Згідно з Л. Томілович — мис високого правобережного дніпровського плато. Цей виступ або мис, є першим з ланцюжка відрогів Кирилівських висот, починаючи з південного сходу. У XIX—XX сторіччях (головним чином в першу половину XX сторіччя), цей виступ (мис), діяльністю цегельних заводів був зруйнований — за історичною енциклопедією «Київ» — повністю, за Л. Томілович — частково. Короткий топонімічний довідник «Київ» подає межі Юрковиці значно ширше — по трасах вулиць Нижньоюрківської, Князя Володимира Мономаха, Богуславського узвозу, західного краю забудови Кирилівської вулиці і Мильного провулку. Ця думка корелює з старими мапами Києва, де Юрковицею підписано узвишшя, відокремлене від іншої частини надзаплавної тераси (корінного берегу) двома ярами (між якими розташований перешийок), яке має близько п'яти відрогів (мисів) та складає близько треті всієї довжини Кирилівських висот (від Нижньоюрківскої вулиці до Кирилівської гори включно). Слід зауважити, що стара Велика Юрківська вулиця (зараз поділена на вулиці Загорівську, Князя Володимира Мономаха, Ніжньоюрківську та Юрківську) заходила на північ ще далі від Богуславського узвозу — до самого Реп'яхового яру. Так само до цього яру доходила Мала Юрківська вулиця, що йшла паралельно до кінцевої частини Великої Юрківської вулиці, і таким чином була значно ближче до Реп'яхового яру, ніж до Юрківського, та фактично знаходилась на Лук'янівці.
Таким чином, можна констатувати, що назва гори (узвишшя) Юрковиця фактично зустрічається у двох різних значення — Юрковиця у широкому сенсі — як узвишшя, що простягається вздовж Кирилівської вулиці на значну довжину, та Юрковиця у вузькому сенсі — як крайний південно-східний мис цього узвишшя, що станом на початок 21 сторіччя майже повністю знесений діяльністю цегельних заводів. «Велику» Юрковицю частина джерел називає Лисою горою та Плоським узвишшям, відокремлюючи від Юрковиці в узкому сенсі.

## Історія
У кін. XIX ст. розкопки на Юрковиці проводились Вікентієм Хвойкою, Миколою Біляшівським. У 60-ті роки ХХ ст. — Максимовим Є. В. та Дяденком В. Д. Було виявлено сліди людської діяльности та поселення починаючи з кам'яної доби, а також чорноліської, зарубинецької культури та давньоруських часів. Нижні тераси Юрковицького узвишшя, на якому були знахідки господарської діяльності, поселення та оборонних укріплень, зруйновані через діяльність цегляного заводу. Забудова верхньої частини узвишшя також становить небезпеку ймовірним пам'яткам.

### 20 тисяч років тому
Найдавніші знахідки на Юрковиці вказують на те, що гора входила в район промислів (полювання, збиральництва) жителів кирилівського поселення пізнього палеоліту.

### I тис. до н.е.
Тут існувало поселення чорноліської культури, було знайдене та досліджене Максимовим Є. В. Немає певних даних про «чорнолісців», вони як і жителі кирилівської стоянки вважаються автохтонним населенням України.

### IIст. до н.е.— VIст. н.е.
Протягом шести (до кінця IV ст.) століть у Києві процвітають поселення зарубинецької культури. На Юрковиці знаходилося одне з них, воно мало укріплення (вал), який використовувався і в пізніші часи. Це поселення, ймовірно, занепало на межі тисячоліть, хоча інші протрималися до гуннської навали (кінця IV ст.). Біля підніжжя Юрковиці, на території заводу солодових екстрактів (Пивзавод Рихерта, вул. Кирилівська 35-37) у 2016 році знайдені сліди поселення, найдавніший шар якого датується пізнім етапом празької культури (VI—VII ст.).

### Княжа доба

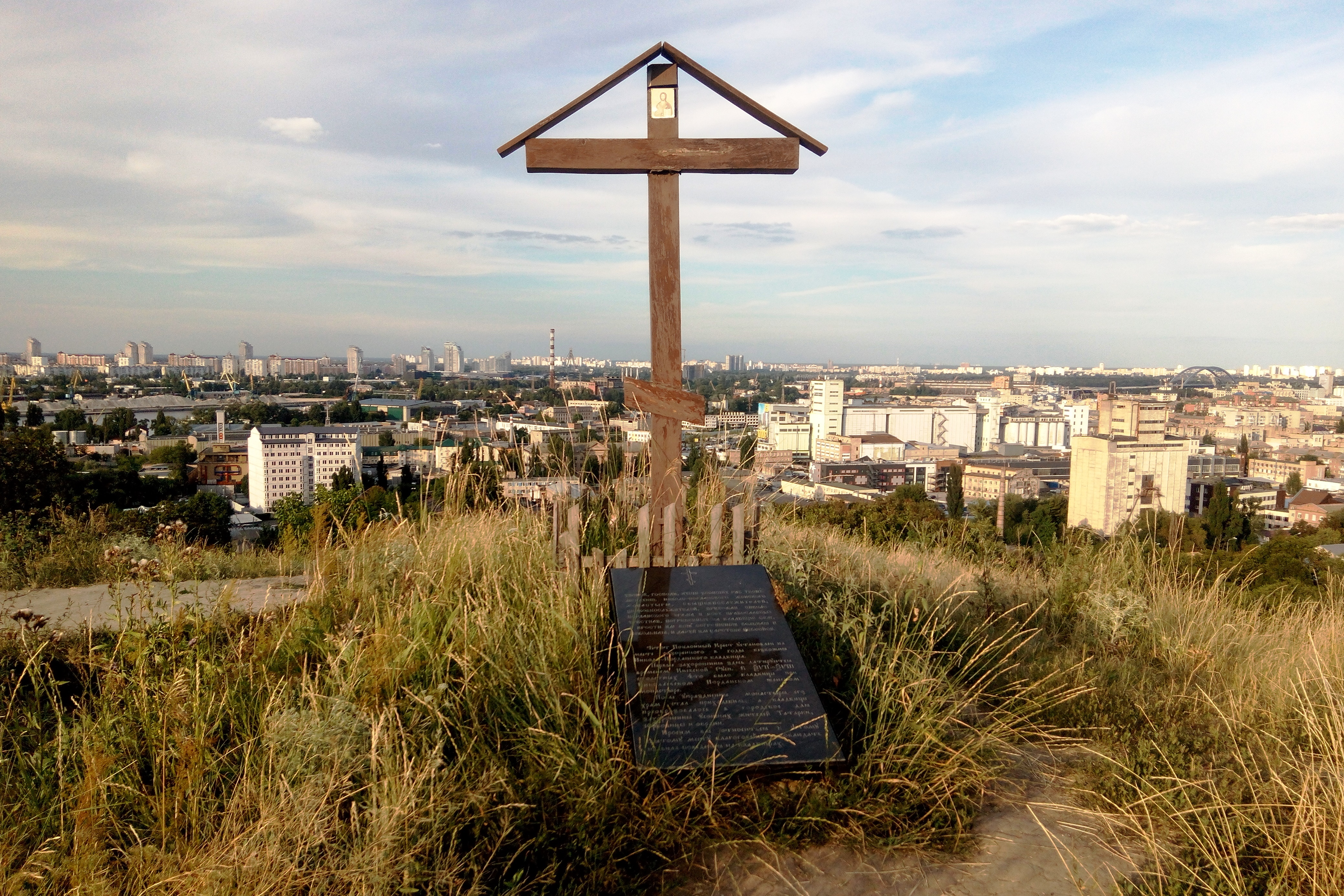
Поклiнний хрест на горi

За коротким проміжком часу після подій Великого переселення народів, з кінця V ст. ведеться відлік існування Києва як центру слов'янського племені полян. Традиційно заснування Міста приписується братам Кию, Щеку, Хориву з сестрою Либіддю. На сьогодні немає даних про заселення Юрковиці раніше IX ст., але ряд дослідників з кінця позаминулого століття до сучасності ототожнюють Юрковицю з літописною Хоревицею. Зокрема, цю думку поділяли Володимир Антонович і Петро Толочко. Інші вважають цю думку хибною і пов'язують топонім Хоривиця з Замковою горою (від якої до Дніпра йде вулиця Хорива).
Північно-східним підніжжям Юрковиці проходила дорога, що зв'язувала Київ із Вишгородом (відповідає сучасним вулицям Кирилівській і Вишгородській). 2016 року на території нинішнього заводу солодових екстрактів (Пивзавод Рихерта, вул. Кирилівська 35-37) були знайдені садиби ХІ ст., що існували біля цієї дороги. Алювіальні піски, знайдені там же, свідчать про принаймні три потужні розливи Дніпра у ХІ ст.
З Юрковицею, можливо, пов'язаний іще один літописний топонім — Варязьке столпіє, оборонне укріплення (земляний вал з частоколом), який охороняла варязька дружина княгині Ольги та Святослава Хороброго. За часів імперського панування обстоювалась думка про те, що цей північний кордон міста збігався з пізнішими Валами на Глибочиці, однак ця думка применшувала масштаби княжого Міста, спиралась на оцінку населення, подібну до литовської доби (це в 5—10 разів менше ніж у X—XIII ст.). Відкриття поселення та захоронення на Юрковиці, які Зоценко В. М. ідентифікував як залишки варязької застави, свідчить про Юрковицю та Юрковицький ручай як північний край оборони княжого Києва. А знахідки 1990-х і 2000-х років від Юрківської аж до перетину Межигірської з Заводською (межа сучасного Подольського району) та дві згадані вище садиби свідчить про заселення та господарське використання земель далеко за Валами литовської доби.
Після Батиєвої навали ця місцевість згадується у зв'язку з Йорданським Миколаївським жіночим монастирем, храмові будовлі якого знищено радянською владою в 1935 році.

## Сучасна Юрковиця
Як і в інших місцевостях Києва, в 1990—2010-ті роки тут відбувалося забудова, часто хаотична та з порушеннями законодавства, що викликало протести громади. За словами заступника начальника управління охорони культурної спадщини КМДА, Олександра Хмеля, на території пагорба містяться «пам'ятка ландшафту місцевого значення, і пам'ятка археології національного значення».
Проект Генплану Києва, представлений у 2020 році передбачає організацію на схилах Юрковиці парку. У квітні-травні 2021 року ряд організацій, громадських ініціатив та бізнесів провели 4-денний фестиваль Станція Кирилівська — Відкриття парку Юрковиця для привернення уваги громадськості до місцевості та ініціювали збір підписів за створення парку. За інформацією активістів (зокрема, з аналітичного центру CEDOS) частині території майбутнього парку, що знаходиться в оренді та приватної компанії, може загрожувати незаконна забудова черговим житловим комплексом.

## Інші «Лисі гори» Києва
Згідно з кратким топонімічним словником «Київ», назву «Лиса гора» у Києві мали усього шість підвишень. Окрім Юрковиці, це також були:
1. Лиса гора (Дівич-гора) біля Теличці у гирлі Либеді.
2. Чортове або Хрещатицьке Беремище на території парку Володимирська гірка (на схилі Михайловської гори).
3. інша назва місцевості Западинка, або, за іншими даними, найвища із Западинських піщаних гір.
4. піщане підвищення між Чортороєм і селищем Троєщина та Вигурівщиною на лівому березі Києва.
5. неіснуюче зараз піщане підвищення на Верхній Солом'янці біля Либеді[19].